# Musashi Suzuki
Musashi Suzuki (鈴木 武蔵 Suzuki Musashi?), född 11 februari 1994, är en japansk fotbollsspelare som spelar för V-Varen Nagasaki.
I augusti 2016 blev han uttagen i Japans trupp till fotbolls-OS 2016.